# 王子佞夫
王子佞夫（？—前543年），姬姓，名佞夫。周灵王的王子。
周灵王弟弟儋季的儿子儋括想立王子佞夫为王，而不是王子佞夫的哥哥王子贵（周景王，当时太子晋已死）。前545年五月癸巳，周灵王驾崩，王子贵即位为周景王。鲁襄公三十年（前543年）儋括欲立王子佞夫，王子佞夫不知。尹言多、刘定公毅、单献公蔑、甘悼公过、巩简公成杀死王子佞夫。书曰“天王杀其弟佞夫。”儋括逃到晋国。